# Station Trzebinia
Station Trzebinia is een spoorwegstation in de Poolse plaats Trzebinia.